# Pierre Kast
Pierre Kast (10è districte de París 22 de setembre de 1920 - Clichy, 20 d'octubre de 1984) va ser un director, guionista, novel·lista i crític cinematogràfic de nacionalitat francesa.

## Biografia
Nascut en París, França, també fou redactor i crític de les publicacions La revue du cinéma i Cahiers du cinéma. Pierre Kast compartia els cànons estètics de la "Nouvelle vague", que va aplicar en la direcció d'alguns destacats curtmetratges, entre els quals destaca el que va dirigir en 1949 en col·laboració amb Jean Grémillon, Les charmes de l'existence, que va obtenir en 1950 el Gran premi al millor curtmetratge de la Mostra Internacional de Cinema de Venècia.
Les seves següents pel·lícules, centrades en temàtica amorosa, es van distingir per la descripció analítica de les característiques psicològiques dels personaes i per una original visió de fons inspirada en els moralistes i llibertins francesos.
Kast va cursar estudis universitaris d'Art, que va abandonar uns anys més tard per a dedicar-se a la crítica cinematogràfica en les revistes "Action", "La revue du cinéma", "L'écran français", i "Positif". En 1946 va participar en la direcció de la Cinémathèque Française. Decisiva en la seva formació cultural va ser la participació en la redacció de "Cahiers du cinéma", publicació amb la qual va col·laborar desenvolupant el nou cànon estètic cinematogràfic de la "Nouvelle vague".
Kast va freqüentar i va fer amistat amb escriptors com Roger Vailland i Boris Vian, la novel·la dels quals L'herbe rouge Kast va adaptar al cinema en un film que es va estrenar en 1985 a títol pòstum.
Ajudant de direcció de Grémillon, René Clément, Jean Renoir i Preston Sturges, el 1957 va passar a la direcció amb el seu primer llargmetratge, Amour de poche, que no va ser molt acceptat. No obstant això, va tenir èxit la seva segona pel·lícula, Le bel âge (1960), que exaltava la llibertat de l'amor.
Els seus següents films van confirmar l'interès del director pels més variats aspectes de l'amor analitzats des d'un punt de vista psicològic. A més de Le bel âge, va dirigir La morte-saison des amours (1961), Vacances portugaises (1963), Le grain de sable (1965), Drôle de jeu (1968) i Les soleils de l'île de Pâques (1972).
En els anys 1970 va treballar en l'escriptura d'obres literàries que va alternar amb l'activitat de director, realitzant els films A nudez de Alexandra (1976), rodat al Brasil, Le soleil en face (1980) i La guerillera (1982), aquest últim protagonitzat per Agostina Belli, i en el qual Kast tractava temes socials i polítics d'Amèrica Llatina.
Pierre Kast va morir en 1984 a causa d'una aturada cardíaca ocorreguda en el transcurs d'un viatge amb avió que li portava de Roma a París.

## Filmografia

### Director
Curtmetratges
- 1949 : Les Charmes de l'existence codirigit amb Jean Grémillon
- 1951 : Les Femmes du Louvre (documental)
- 1951 : Arithmétique
- 1951 : Les Désastres de la guerre
- 1952 : Je sème à tout vent
- 1954 : Monsieur Robida, prophète et explorateur du temps, amb Jacques Doniol-Valcroze
- 1954 : L'Architecte maudit : Claude-Nicolas Ledoux
- 1957 : Le Corbusier, l'architecte du bonheur
- 1959 : Images pour Baudelaire
- 1959 : Des ruines et des hommes, codirigit ambn Marcelle Lioret
- 1960 : Une question d'assurance
- 1962 : P.X.O. (documental)
- 1965 : La Brûlure de mille soleils

Llargmetratges
- 1957 : Amour de poche
- 1960 : Le Bel Âge
- 1960 : La Morte-Saison des amours
- 1960 : Merci Natercia
- 1963 : Vacances portugaises
- 1964 : Le Grain de sable
- 1966 : Les Carnets brésiliens (documental TV)
- 1966 : La Naissance de l'Empire romain
- 1968 : Bandeira Branca de Oxalá (documental)
- 1968 : Drôle de jeu, codirigit amb Jean-Daniel Pollet
- 1972 : Les Soleils de l'île de Pâques
- 1976 : A Nudez de Alexandra
- 1980 : Le Soleil en face
- 1982 : La Guérilléra
- 1982 : Le Jour le plus court (TV)
- 1985 : L'Herbe rouge (TV)

### Ajudant de direcció
- 1949 : Pattes blanches, de Jean Grémillon
- 1951 : Le Château de verre, de René Clément
- 1951 : L'Étrange Madame X, de Jean Grémillon
- 1952 : Jeux interdits, de René Clément
- 1955 : French Cancan, de Jean Renoir
- 1955 : Les Carnets du Major Thompson, de Preston Sturges

### Guionista
- 1951 : Arithmétique, coescrit amb Raymond Queneau
- 1952 : Je sème à tout vent, coescrit amb François Chalais
- 1955 : Il mantello rosso, de Giuseppe Maria Scotese
- 1959 : Des ruines et des hommes, coescrit amb Marcelle Lioret
- 1960 : Le Bel Âge, coescrit amb Jacques Doniol-Valcroze
- 1960 : Une question d'assurance
- 1960 : La Morte-Saison des amours
- 1960 : Merci Natercia, coescrit amb Peter Oser
- 1963 : Vacances portugaises, coescrit amb Alain Aptekman, Jacques Doniol-Valcroze i Robert Scipion
- 1964 : Le Grain de sable, coescrit amb Alain Aptekman
- 1965 : Une balle au cœur, coescrit amb Didier Goulard i Jean-Daniel Pollet
- 1965 : La Brûlure de mille soleils, coescrit amb Eduard Luis
- 1966 : Les Carnets Brésiliens (TV)
- 1968 : Bandeira Branca de Oxalá, coescrit amb Jean-Gabriel Albicocco
- 1970 : Le Maître du temps, coescrit amb Jean-Daniel Pollet
- 1971 : Le Petit matin, coescrit amb Jean-Gabriel Albicocco
- 1972 : Les Soleils de l'Ile de Pâques
- 1974 : L'Ironie du sort, coescrit amb Paul Guimard i Édouard Molinaro
- 1976 : A Nudez de Alexandra
- 1980 : Le Soleil en face, coescrit amb Alain Aptekman
- 1982 : La Guérilléra, coescrit amb Antonio Tarruella
- 1985 : L'Herbe rouge (TV)

### Actor
- 1961 : La Mort de Belle, d'Édouard Molinaro
- 1972 : L'aventure c'est l'aventure, de Claude Lelouch

## Publicacions
- Les Vampires de l'Alfama, novel·oa, editor Olivier Orban, 1975
- Le Bonheur ou le pouvoir, ou Quelques vies imaginaires du prince de Ligne, du cardinal de Bernis, du roi Louis XV et de l'architecte Claude-Nicolas Ledoux, J.-C. Lattès, 1980
- La Mémoire du tyran : treize miroirs pour l'empereur Tibère, J.C. Lattès, 1981